# Цзясянь (Юйлинь)
Цзяся́нь (кит. упр. 佳县, пиньинь Jiā xiàn) — уезд городского округа Юйлинь провинции Шэньси (КНР). Уезд назван по реке Цзячуань, на которой при империи Сун появилась одноимённая пограничная застава.

## История
При империи Западная Хань эти земли входили в состав уезда Гуинь (圁阴县) округа Сихэ (西河郡). Впоследствии уезд Гуинь был переименован в Юаньинь (圜阴县), а во времена диктатуры Ван Мана — в Фанъинь (方阴县). При империи Восточная Хань уезду было возвращено название Юаньинь. Впоследствии эти земли надолго перешли под власть кочевых народов.
Во времена империи Восточная Цзинь гунны создали здесь государство Великое Ся. В 427 году войска Северной Вэй захватили эту территорию. В 487 году здесь был создан уезд Гэжун (革融县). При империи Западная Вэй в 552 году северо-западная часть этих земель оказалась в составе уезда Кайцзян (开疆县), а южная — в составе уезда Яньлин (延陵县). При империи Северная Чжоу в 562 году северная часть территории современного уезда вошла в состав уезда Чжунсян (中乡县).
После основания империи Суй из-за того, что иероглиф «чжун» читался точно так же, как и имя нового императора, из-за практики табу на имена в 581 году уезд Чжунсян был переименован в Чжэньсян (真乡县). В 596 году уезд Яньлин был переименован в Яньфу (延福县). Когда в конце империи Суй в стране начались беспорядки, Лян Шиду создал в 617 году государство Лян (梁国) и признал себя вассалом тюркского Шибир-хана. В этих местах в 619 году была учреждена область Чжэньчжоу (真州) империи Сун, но в 623 году Лян Шиду присоединил их к своему государству Лян. В 628 году в Восточно-тюркском каганате началась внутренняя смута, и он не смог прийти на помощь Лян Шиду. Осаждённый Лян Шиду был убит своим двоюродным братом Лян Ложэнем, который после этого сдался Ли Шиминю, после чего эти места вошли в состав империи Тан.
В конце империи Тан тангутский вождь Тоба Сыми за помощь в подавлении восстания Хуан Чао получил в 886 году звание цзедуши Диннаньского военного округа (定难军). Он сумел остаться в стороне от бурных событий эпохи Пяти династий и 10 царств, и после объединения страны империей Сун очередной наследный цзедуши Ли Цзипэн в 982 году признал главенство новой империи, но его младший брат Ли Цзицянь захватил контроль над областью Иньчжоу, и то признавал власть Сун, то восставал против неё. В 1038 году внук Ли Цзицяня Ли Юаньхао провозгласил себя императором государства Си Ся. В этих местах в 1082 году была создана Цзялуская пограничная застава (葭芦寨). В 1089 году эти места захватило Си Ся, в 1097 году они вернулись в состав империи Сун. В 1099 году в этих местах был образован Цзиньнинский военный округ (晋宁军).
Когда эти места захватили чжурчжэни и включили их в состав своей империи Цзинь, то поначалу они сохранили сунскую административную систему, но в 1182 году Цзиньнинский военный округ был преобразован в область Цзиньнин (晋宁州), которая в 1184 году была переименована в область Цзячжоу (葭州). В 1226 году входившие в состав области 8 пограничных застав были преобразованы в уезды.
После монгольского завоевания в связи с уменьшением численности населения в 1269 году часть уездов была присоединена к другим, а некоторые расформированы совсем и их земли перешли под непосредственное управление областных структур; в составе области осталось лишь 3 уезда — Убу, Шэньму и Фугу.
При империи Мин поначалу была сохранена существовавшая при монголах система административного деления, но в 1371 году область была понижена в статусе до уезда — так на землях, ранее подчинённых напрямую областным структурам, появился уезд Цзясянь (葭县). В 1375 году уезд был вновь поднят в статусе до области, в подчинение которой опять перешли уезды Убу, Шэньму и Фугу.
При империи Цин в 1725 году область получила статус «непосредственно управляемой» (то есть стала подчиняться напрямую властям провинции Шэньси, минуя промежуточное звено в виде управы). В 1736 году уезды Шэньму и Фугу перешли в подчинение Юйлиньской управе (榆林府), а уезд Убу — Суйдэской области (绥德州), в результате чего область Цзячжоу была понижена в статусе до «безуездной».
После Синьхайской революции в Китае прошла реформа административного деления, и области были ликвидированы; в 1913 году область Цзячжоу была преобразована в уезд Цзясянь. В конце 1930-х годов эти земли перешли под контроль коммунистов, войдя в состав Шэньси-Ганьсу-Нинсяского советского района. После образования КНР в 1950 году был создан Специальный район Суйдэ (绥德专区), и уезд вошёл в его состав. В 1956 году Специальный район Суйдэ был присоединён к Специальному району Юйлинь (榆林专区). В 1958 году уезд Цзясянь был присоединён к уезду Мичжи, но в 1961 году был воссоздан в прежних границах. В 1964 году в рамках всекитайской кампании по упрощению иероглифов написание названия уезда было изменено с 葭县 на 佳县. В 1968 году Специальный район Юйлинь был переименован в Округ Юйлинь (榆林地区).
В 1999 году постановлением Госсовета КНР были расформированы округ Юйлинь и городской уезд Юйлинь, и был образован городской округ Юйлинь.

## Административное деление
Уезд делится на 1 уличный комитет и 12 посёлков.